# Enochrus nigritus
Enochrus nigritus – gatunek chrząszcza z rodziny kałużnicowatych i podrodziny Enochrinae.
Gatunek ten opisany został po raz pierwszy w 1872 roku przez Davida Sharpa pod nazwą Philhydrus nigritus.
Chrząszcz o podługowato-owalnym, umiarkowanie wysklepionym ciele długości od 3,5 do 3,9 mm, węższym i gęściej punktowanym niż u E. coarctatus. Głowa jest czarna z jasnymi plamami przed oczami. Warga górna u samca jest jaśniejsza niż u samicy. Głaszczki szczękowe mają ostatni człon znacznie krótszy od przedostatniego. Przedplecze i pokrywy mogą być jasne lub ciemne, jednak rząd przyszwowy zawsze jest niezaczerniony. U samca pazurki przednich odnóży są silnie, hakowato zakrzywione, krótsze niż u E. affinis. Genitalia samca cechują się edeagusem o smukłym, szpilkowatym płacie środkowym oraz palcowato zwężających się, niezakrzywionych dozewnętrznie wierzchołkach paramer.
Gatunek palearktyczny, w Europie znany z Portugalii, Hiszpanii, Wielkiej Brytanii, Francji, Belgii, Holandii, Niemiec, Włoch, Polski, Rumunii, Bułgarii, Chorwacji, Serbii, Albanii, Grecji oraz europejskiej części Rosji i Turcji, w Azji z Armenii, Azerbejdżanu, anatolijskiej części Turcji i Iranu, a w Afryce z Maroka. W Polsce podawany tylko z Pojezierza Pomorskiego i Pojezierza Olsztyńskiego.